# Buchtar Tabuni
Buchtar Tabuni (* 1979 in Papani, Westneuguinea) ist ein politischer Aktivist für die Unabhängigkeit Westneuguineas von Indonesien.
Seit 1998 studierte er Ingenieurwissenschaften in Makassar, Sulawesi Selatan. Ein Auftakt für seine politische Aktivität war ein zufälliger Tod seines Verwandten, Opinus Tabuni, am 9. August 2008 während einer friedlichen Demonstration in der Stadt Ramp-up bei Wamena. Nach diesem Vorfall organisierte er eine Protestkundgebung. In der Entwicklung seiner Aktivitäten wurde er einer der Gründer des Nationalen Komitees für West-Papua. Er organisierte auch Protestkundgebungen für die Solidarität mit der Kampagne: Internationale Parlamentarier für West Papua. Deswegen wurde er am 3. Dezember 2008 von indonesischen Behörden verhaftet und im Gerichtsverfahren zu 3 Jahren Gefängnis verurteilt. Am 17. August 2011 wurde er aus der Haft entlassen. Im 2011 hat ihn die Amnesty International zum politischen Gefangenen erklärt.